# Маджид, Тарик
Генерал Тарик Маджид (англ. Tariq Majid), родился 23 августа 1950 года в Лахоре. Занимал должность председателя Объединённого комитета начальников штабов, де-юре был Верховным командующим силами обороны Пакистана.

## Биография

### Детство и юность
Тарик Маджид родился в Лахоре, провинция Пенджаб. После окончания средней школы в Лахоре, Тарик поступил в Военную академию Пакистана в Какуле. В 1967 он получил степень бакалавра, а в 1971 году поступил на службу в пакистанскую армию в звании второго лейтенанта в 28-й батальон Белуджского полка. Принимал участие в Третьей индо-пакистанской войне, затем в 1982 году Маджид поступил в Кветтаский командно-штабной колледж, где получил степень магистра военного дела.

### Профессура
Помимо службы в войсках, Маджид также был штатным профессором военных и стратегических исследований в военных и гражданских учреждениях. Он читал курс лекций, на кафедре стратегических и оборонных исследований в Университете Каид-и-Азама в Исламабаде, по военной науке, обороне и военных исследованиях, а также по вопросам военной политики. В 1985 году Тарик был направлен в Малайзию, где проводил курсы повышения квалификации для сотрудников вооружённых сил Малайзии в военном колледже в Куала-Лумпуре. В 1985 году Маджид отправился в США (Гонолулу) и присоединился к Азиатско-тихоокеанскому центру по изучению вопросов безопасности в качестве научного сотрудника. В 1991 году Тарик Маджид также получил степень магистра в области исследований войны, которую получил в Национальном университете обороны в Исламабаде. После окончания учёбы он стал преподавать предмет военных исследований в Национальном университете обороны, а также преподавал стратегические исследовательские курсы в университете Каид-и-Азама.

## Военная карьера
Как младший офицер, Маджид принял участие в Третьей индо-пакистанской войне, где командовал противотанковым взводом в ходе конфликта против индийской армии. После окончания войны он служил военным преподавателем в академических учреждениях Пакистана. В январе 1988 года Тарику присвоили звание подполковника, он командовал пехотным батальоном Белуджского полка. В феврале 1994 года ему было присвоено звание бригадного генерала и он возглавил две пехотные бригады, как офицера Первого класса Генерального штаба. В феврале 1999 года ему было присвоено воинское звание генерал-майора, он был назначен командующим 10-й пехотной дивизией дислоцированной в Лахоре.

### Штабная карьера
Тарик Маджид служил в главных штабных и командных учреждениях пакистанских вооружённых сил. После присвоения звания бригадного генерала, он был назначен на должность офицера Первого класса в Генеральный директорат по военным операциям (DGMO). В течение военной карьеры, он совмещал свою деятельность с профессурой в военных учреждениях, преподавал курсы по военной тактике и темы стратегических исследований в Кветтаском командно-штабном колледже. В звании бригадного генерала Тарик был назначен директором военных операций в Военно-оперативном управлении и заместителем коменданта Военной академии Пакистана. В апреле 2001 года он был назначен генеральным директором военной разведки, эту должность занимал до декабря 2003 года.

### Начальник Генерального штаба и командир корпуса
19 декабря 2003 года Тарику Маджиду было присвоено звание генерал-лейтенанта, он был назначен на должность начальника Генерального штаба, заменив на этом посту генерал-лейтенанта Шахида Азиза, который продолжил службу в качестве командира Лахорского корпуса. Будучи начальником Генерального штаба, Тарик Маджид возглавил военное бюро военной разведки и отвечал за планирование военных операций.
Затем Тарик Маджид возглавил Пятый корпус вооружённых сил Пакистана, это время было богато на события: была приостановлена деятельность председателя Верховного суда Пакистана Ифтихара Мухаммада Чоудхри и последующих за этим массовых акций протеста, а также операция «Тишина» по освобождению заложников в мечети Исламабада. В последнем случае, Тарик взял на себя планирование освобождение Красной мечети от террористов из Талибана, что было сделано по прямому указанию президента Первеза Мушаррафа. Тарик Маджид блестяще спланировал эту военную операцию, Красная мечеть была освобождена от террористов при минимальной потери силовиков.
Вскоре после этих событий, Тарик Маджид приобрёл значительную популярность у населения страны и вскоре ряд СМИ и аналитиков высказали мнение, что Тарик будет произведён в генералы и станет заместителем начальника Объединённого комитета начальников штабов. Эти предсказания были верны, в октябре 2007 года Тарик был назначен председателем Объединённого комитета начальников штабов.

### Председатель Объединённого комитета начальников штабов

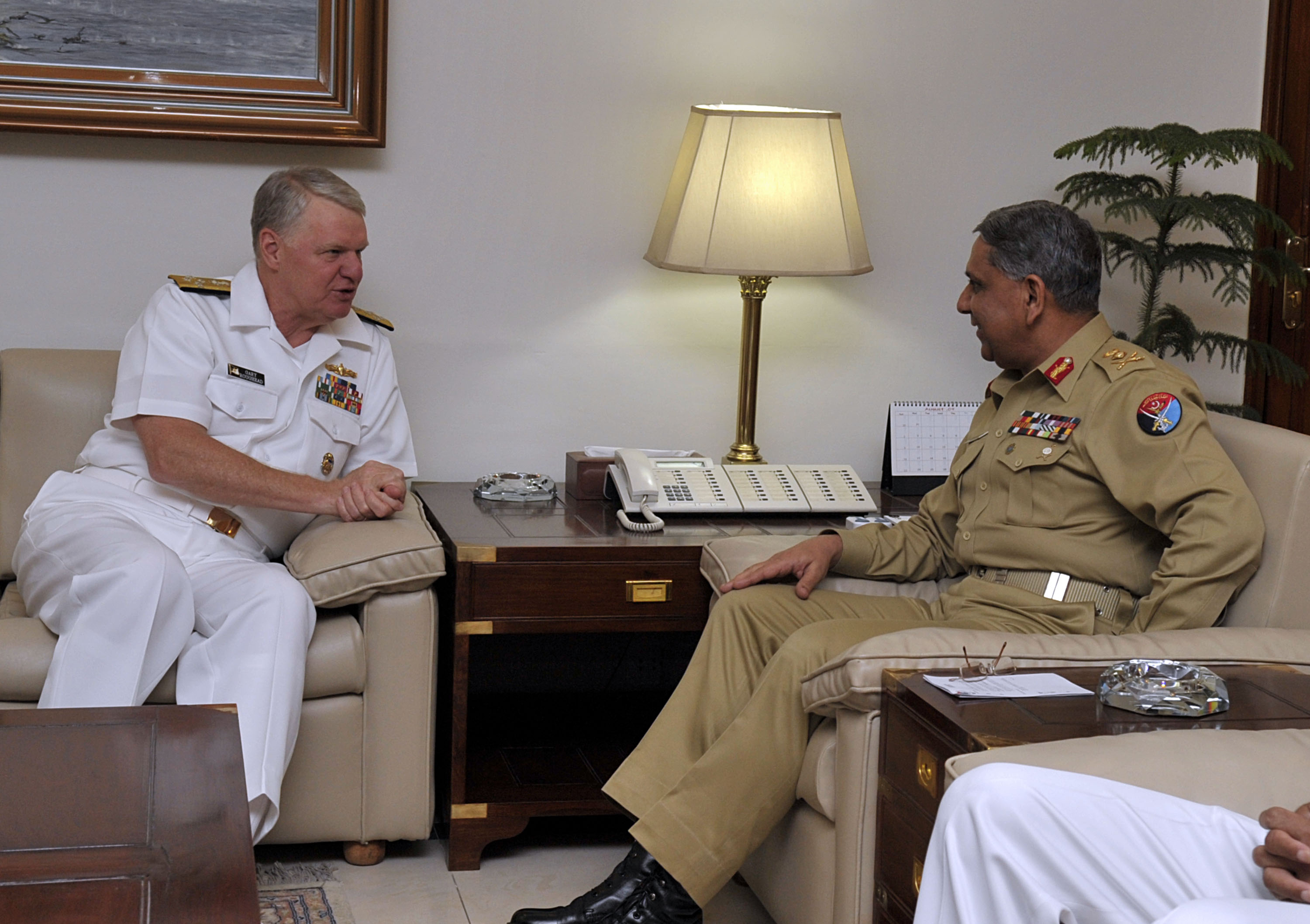
Адмирал ВМС США Гэри Рафхэд и Тарик Маджид

После ухода Мушаррафа с поста начальника штаба сухопутных войск Пакистана, Тарику Маджиду средства массовой информации пророчили присвоение звания генерала и назначения на эту должность. В военных кругах Пакистана Маджид был известен как профессиональный военный и хотя он был близок к становившемуся опальным в стране Мушаррафу, назначение Тарика Маджида председателем Объединённого комитета начальников штабов было весьма ожидаемым в политологических кругах страны.
3 октября 2007 года средства массовой информации в Пакистане заявили, что генерал-лейтенант Тарик Маджид был повышен до звания генерала (4 звезды) и заменил на должности председателя Объединённого комитета начальников штабов генерала Эхсан-уль-Хака. 8 октября 2007 года он был приведён к присяге в качестве председателя Объединённого комитета начальников штабов и взял на себя функции руководителя Генштаба страны. После вступления в эту должность, Маджид стал первым офицером из Белуджской полка (после Рахимуддина Хана) который дослужился до должности председателя Объединённого комитета начальников штабов. На тот момент, Тарик Маджид был четвёртым в списке претендовавших на должность главного военного руководства страны. Генерал-лейтенанты Халид Кидвай, Ашфак Парвез Кайани (который также в то время получил звание генерала) и Малик Ариф Хайат также рассматривались на должность председателя, но все они были в возрасте и ждали выхода на пенсию. Генерал-лейтенант Халид Кидвай в то время получил продление контракта всего на год, а Малик Ариф Хайат никогда не командовал армейским корпусом, а Кайани был назначен командующим сухопутными войсками страны. Таким образом, Тарик Маджид стал председателем Объединённого комитета начальников штабов.
30 октября 2007 года, менее чем две недели после назначения на должность председателя Объединённого комитета начальников штабов на Тарика Маджида было совершено покушение, террорист-смертник взорвал себя возле полицейского контрольно-пропускного пункта в правительственной зоне Равалпинди, менее чем в километре от резиденции президента Первеза Мушаррафа. В результате атаки погибло семь человек, трое из них полицейские, 31 человек получил ранения. Взрыв повредил здание официальной резиденции генерала Тарика Маджида. Во время вооружённых противостояний с Индией, Тарик Маджид выступал высшим военным советником правительства и взаимодействовал с начальниками армии, флота и военно-воздушных сил, он советовал президент Асифу Али Зардари забрать его заявление о том, что Пакистан не будет первым применять ядерное оружие в случае войны с Индией. В 2010 году в ответ на военные движения Индии на границе двух стран Тарик Маджид заявил представителям пакистанских СМИ, что индийская армия знает потенциал вооружённых сил Пакистана и не будет нападать на него. Также Маджид сообщил журналистам, что Пакистан сможет справиться с индийской агрессией и без помощи своего главного стратегического союзника Китайской Народной Республики.

## В отставке
8 октября 2010 года генерал Шамим Винн был назначен председателем Объединённого комитета начальников штабов. В военных кругах он был хорошо известен своей прагматичностью и профессионализмом. Прежде чем уйти в отставку, генерал Тарик Маджид провёл прощальные встречи с политическим и военным руководством страны. В простой, но достойной церемонии на фоне Почётного караула, генерал Маджид передал управление Объединённого комитета начальников штабов Халиду Шамиму Винну.